# Lajas Arriba (Lajas)
Lajas Arriba es un barrio ubicado en el municipio de Lajas en el Estado Libre Asociado de Puerto Rico. En el Censo de 2010 tenía una población de 2456 habitantes y una densidad poblacional de 154,32 personas por km².

## Geografía
Lajas Arriba se encuentra ubicado en las coordenadas 18°2′31″N 67°0′48″O / 18.04194, -67.01333. Según la Oficina del Censo de los Estados Unidos, Lajas Arriba tiene una superficie total de 15.92 km², que corresponden a tierra firme.

## Demografía
Según el censo de 2010, había 2456 personas residiendo en Lajas Arriba. La densidad de población era de 154,32 hab./km². De los 2456 habitantes, Lajas Arriba estaba compuesto por el 81.51% blancos, el 7.17% eran afroamericanos, el 0.16% eran amerindios, el 0.12% eran asiáticos, el 0.04% eran isleños del Pacífico, el 9.45% eran de otras razas y el 1.55% pertenecían a dos o más razas. Del total de la población el 99.23% eran hispanos o latinos de cualquier raza.